# Glen Abrahams
Glen Abrahams, född 5 mars 1962, är en friidrottare från Costa Rica. Han deltog vid olympiska sommarspelen 1984.